# Conseil oléicole international
Pour les articles homonymes, voir COI.
Le Conseil oléicole international (COI) est une organisation intergouvernementale d'États qui produisent des olives ou des produits dérivés d'olives, comme l'huile d'olive.

## Histoire
Le COI a eu son origine dans l'Accord international sur l'huile d'olive qui a été conclu à Genève le 17 octobre 1955. Après la modification de ce traité et la mise en vigueur de la version modifiée, le COI a été créé en vertu de ce traité en 1959, dont le siège est à Madrid en Espagne. Ce premier accord est resté en vigueur jusqu'en 1963, date à laquelle un deuxième accord a été négocié. L'organisation était régie par les accords suivants pendant les périodes indiquées dans la liste ci-dessous :
- 1956 Accord international sur l'huile d'olive (Accord modifié de 1955) (1956-1963)
- 1963 Accord international sur l'huile d'olive (1963-1979)
- 1979 Accord international sur l'huile d'olive (1979-1986)
- 1986 Accord international sur l'huile d'olive et les olives de table (1986-2005)
- 2005 Accord international sur l'huile d'olive et les olives de table (2005-2015)
- 2015 Accord international sur l'huile d'olive et les olives de table (2015-)

Un nouvel accord a été négocié, conclu en octobre 2015 et ouvert à la signature tout au long de 2016. En 2006, le Conseil international de l'huile d'olive a changé officiellement de nom en Conseil oléicole international, en reconnaissance du fait qu'il est également impliqué dans le domaine des olives de table (le nom de son Accord avait changé dès 1986 pour y intégrer l'activité liée aux olives de table).

## États membres
Le COI compte actuellement 18 États membres et l'Union européenne.
Les États actuels du COI sont ci-dessous (l'année de la première ratification par l'État de l'un des accords est incluse, un astérisque indique que l'état était un membre fondateur du COI):
- Albanie (2009)
- Arabie saoudite (2023)
- Algérie (1963)
- Argentine (2009)
- Union européenne *
- Égypte (1964)
- Géorgie (2019)
- Iran (2004)
- Israël * (1958)
- Jordanie (2002)
- Liban (1973)
- Libye * (1956)
- Monténégro (2007)
- Maroc (1958)
- Ouzbekistan (2021)
- Palestine (2017)
- Tunisie * (1956)
- Turquie (2010)
- Uruguay (2013)

La Syrie (1997), la Croatie (1999) et l'Irak (2008) ont également été membres de l'organisation.
Les États du COI contribuent à environ 94 % de la production mondiale d'olives.

## Siège
Le COI a son siège social à Madrid depuis sa création en 1959. Les droits, immunités et privilèges du siège, du personnel et des représentants du COI sont stipulés dans un accord de siège signé avec le Royaume d'Espagne, pays hôte de l'Organisation.

## Langues officielles
Le COI a cinq langues officielles (anglais, arabe, espagnol, français et italien) et deux langues de travail (anglais et français).

## Financement
Le COI est financé par des cotisations obligatoires versées par ses États membres. Les cotisations sont calculées chaque année en fonction du nombre de parts de participation attribuées à chaque membre dans le budget du COI.

## Structure
La structure du COI s'articule autour du Conseil des membres et de ses comités, du Président du COI et du Secrétariat exécutif.